# Agrupación Electoral Arroyo del Ojanco
La Agrupación Electoral Arroyo del Ojanco es una formación política de ámbito municipal creada para conseguir la independencia de Arroyo del Ojanco del municipio al que pertenecía Beas de Segura en calidad de pedanía.
La Agrupación Electoral Arroyo del Ojanco es un partido que en su creación integraba a muchos vecinos del pueblo, de colores e ideologías totalmente opuestas, que se unieron para luchar por la independencia de su pueblo.
AEAO que esas son sus siglas se presentó a sus primeras elecciones municipales en el año 1987 cuando el pueblo aún pertenecía a Beas de Segura. En las elecciones municipales de 1987, 1991, 1995 y 1999 consiguió 2 concejales de 13 que componen el Ayuntamiento de Beas de Segura.
Arroyo del Ojanco consiguió su ansiada independencia en el año 2001 después de un largo y costoso proceso judicial y a 2 años de que se celebrasen las elecciones municipales del 2003 que serían las primeras elecciones en las que los vecinos de Arroyo del Ojanco votarían para elegir a su alcalde/sa. 
En las elecciones municipales de 2003 la Agrupación Electoral Arroyo del Ojanco no se disolvió al conseguir la independencia y se presentó como opción para gobernar el municipio sacando un total de 7 concejales y 900 votos frente a los 3 concejales y 487 votos del PSOE y 1 concejal y 138 votos del PP convirtiendo a Manuela Carrasco Rubio AEAO en la primera alcaldesa de Arroyo del Ojanco y que siguió siéndolo hasta el año 2015 que se retiró de la política municipal.
En las elecciones municipales de 2023 fue la primera vez que la Agrupación no se presentó como opción para gobernar el municipio desde la constitución de su Ayuntamiento en 2003 sumiendo al pueblo de Arroyo del Ojanco en el bipartidismo tradicional y que daría la victoria al Partido Popular con 6 concejales y 705 votos frente al Partido Socialista que obtuvo 5 concejales y 660 votos. 